# Paolo Spinola
Paolo Spinola, né en 1929 à Turin (Piémont) et mort à Tassarolo (Piémont), est un réalisateur, scénariste et entrepreneur italien.

## Biographie
Appartenant à une famille de la noblesse génoise et s'étant installé à Rome au début des années 1950, il travaille comme scénariste et assistant réalisateur pour Gianni Franciolini. En 1964, il réalise et scénarise son premier film : La Fugue, avec Anouk Aimée et Giovanna Ralli. Il poursuit ensuite d'autres rares travaux pour le cinéma, jusqu'en 1977, année de son dernier film.
Il s'est ensuite installé à Tassarolo, où il a créé une cave sur le domaine familial.

## Filmographie

### Réalisateur
- 1964 : La Fugue (La fuga)
- 1966 : L'estate
- 1969 : La donna invisibile
- 1977 : Un giorno alla fine di ottobre (it)

### Assistant-réalisateur
- 1953 : Les Anges déchus (Il mondo le condanna) de Gianni Franciolini
- 1953 : Les Pêcheurs de Posilleco (it) (Pescatore 'e Pusilleco) de Giorgio Capitani
- 1956 : Peccato di castità (it) de Gianni Franciolini
- 1957 : Guet-apens à Tanger (Agguato a Tangeri) de Riccardo Freda
- 1957 : Tu es mon fils (La finestra sul Luna Park) de Luigi Comencini
- 1958 : Femmes d'un été (Racconti d'estate) de Gianni Franciolini